# لك (طلاء)
اللّك غشاء رقيق لامع عازل، يُستخدم لتغطية المعادن والأخشاب والخزف الصيني. ويُصنع طلاء اللَّك من مركَّبات السليلوز والصمغ واللك.
ويسمَّى طلاء اللَّك المصنوع من الصمغ روح الورنيش الحقيقي. ويُمزج الصمغ عادة مع الزيت المستخرج من أشجار الصنوبر (زيت التربنتينة). ويتبخر زيت أشجار الصنوبر عند تعرُّضهُ للهواء تاركًا طبقة الصمغ فقط على المعدن. وعند استخدام مركب السليلوز لصناعة طلاء اللَّك يذوب المركب عادة في بوتيل الكحول أو بوتيل الحامض. وتتبخر مركبات البوتيل أيضًا عند تعرضها للهواء. ويُستخدم طلاء اللَّك في كل ألوان الدهانات العادية.

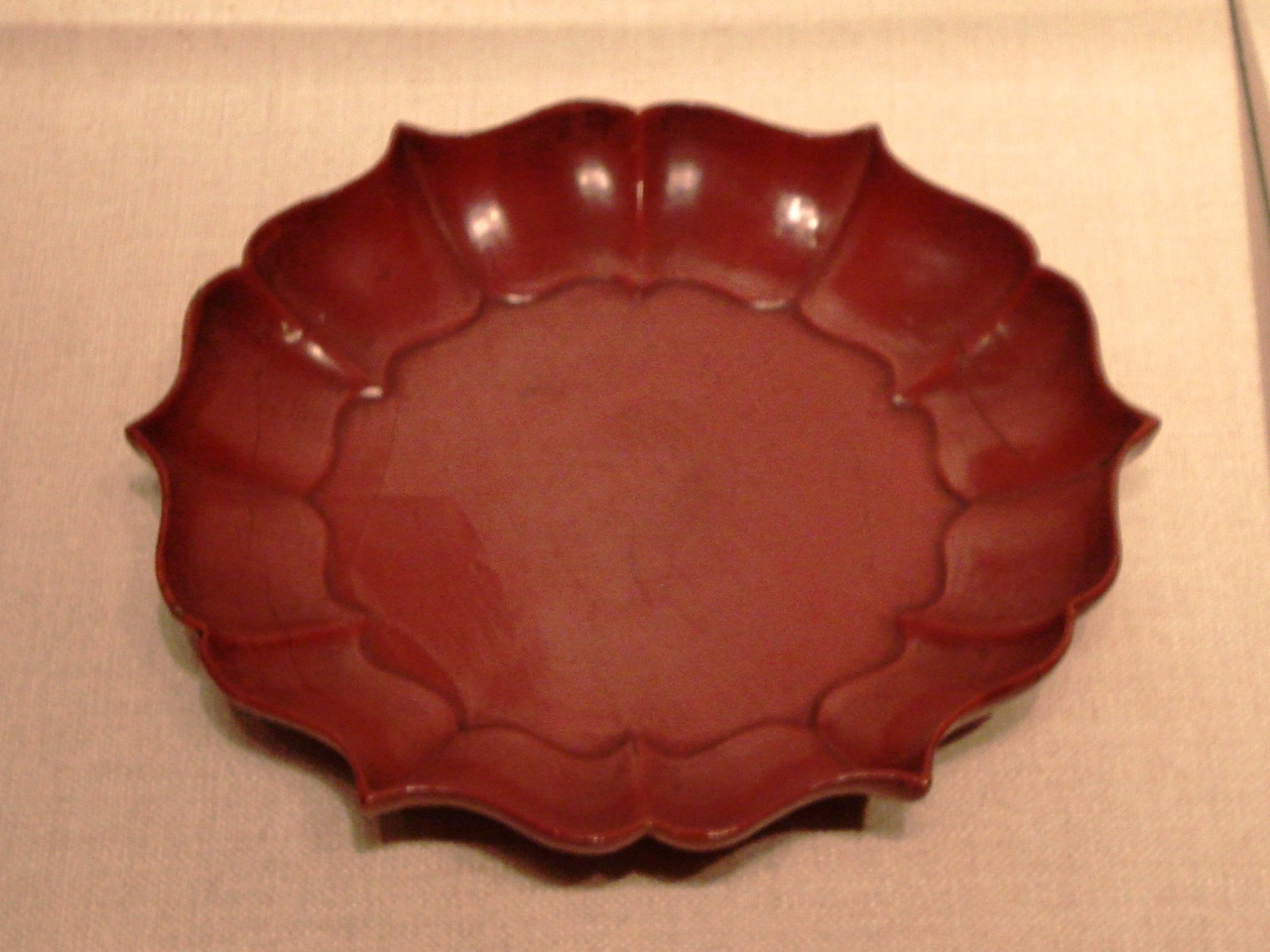
A Chinese six-pointed tray, red lacquer over wood, from the Song Dynasty (960–1279), 12th-13th century, Metropolitan Museum of Art.

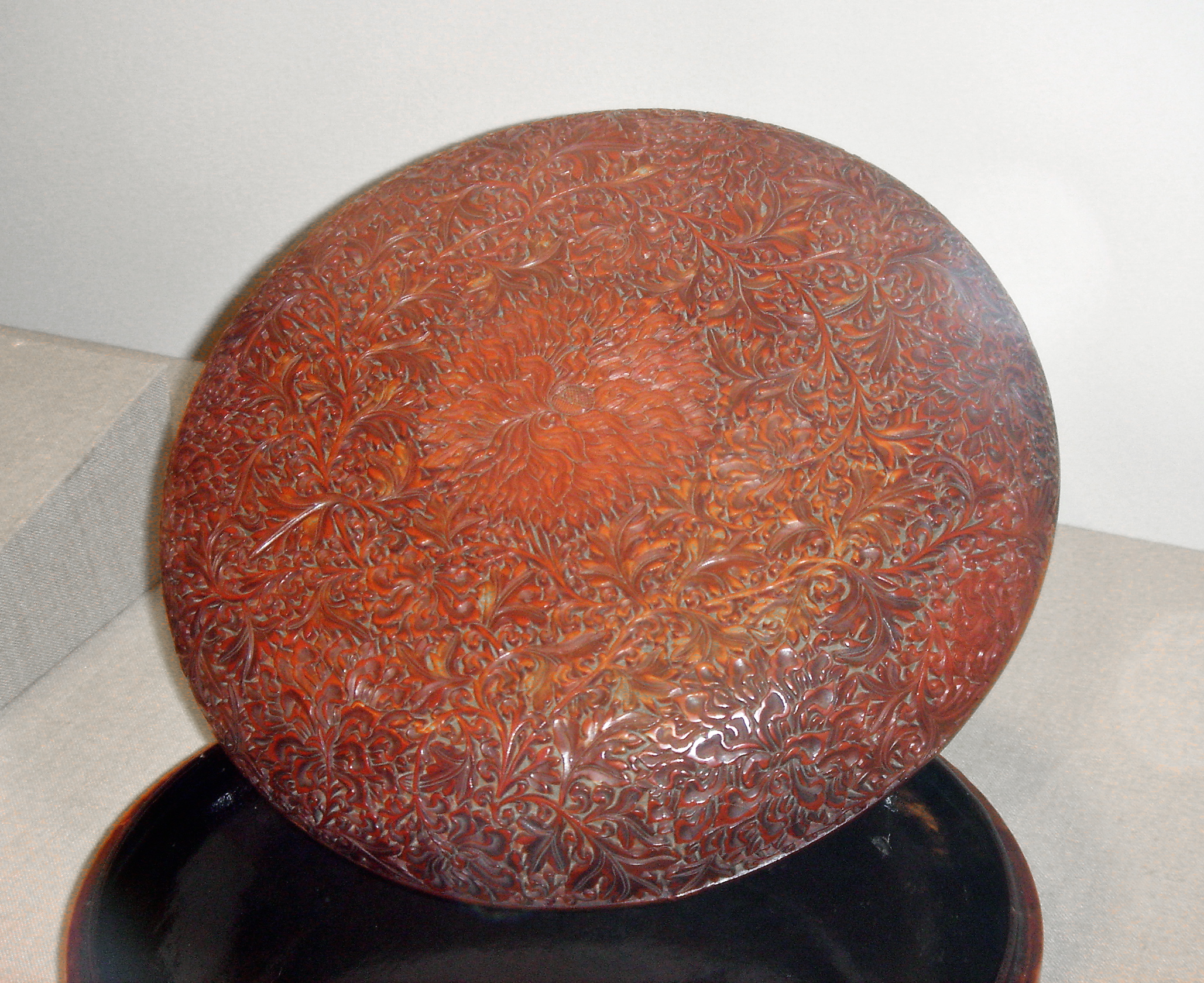
سلالة مينغ الحاكمة Chinese lacquerware container, dated 16th century.

ويمكن الحصول على طلاء اللَّك الطبيعي في الشرق من نسغ طلاء اللَّك أو من شجرة البرنيق. يقوم اليابانيون والصينيون بضرب الشجرة ضربًا خفيفًا للحصول على النسغ أو السائل. ثم يعصرونه ويجفِّفُونَه بالحرارة، فيتحوَّل إلى سائل بُنِّي داكن، وكثيف كالشراب المحلى. ويُخفّف هذا السائل أو يلوَّن قبل استخدامه.

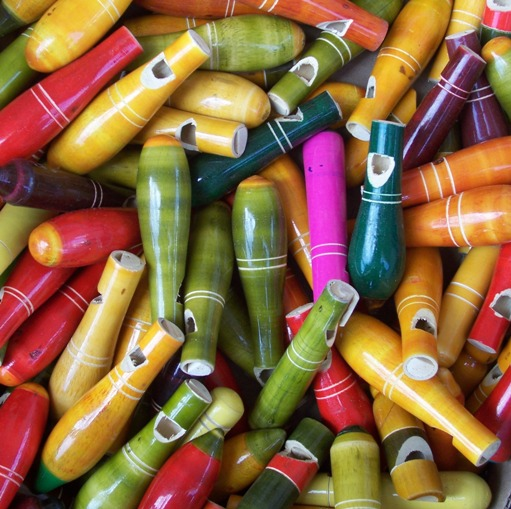
Wooden lacquer-finished صافرةs made in Channapatna، كارناتاكا، الهند

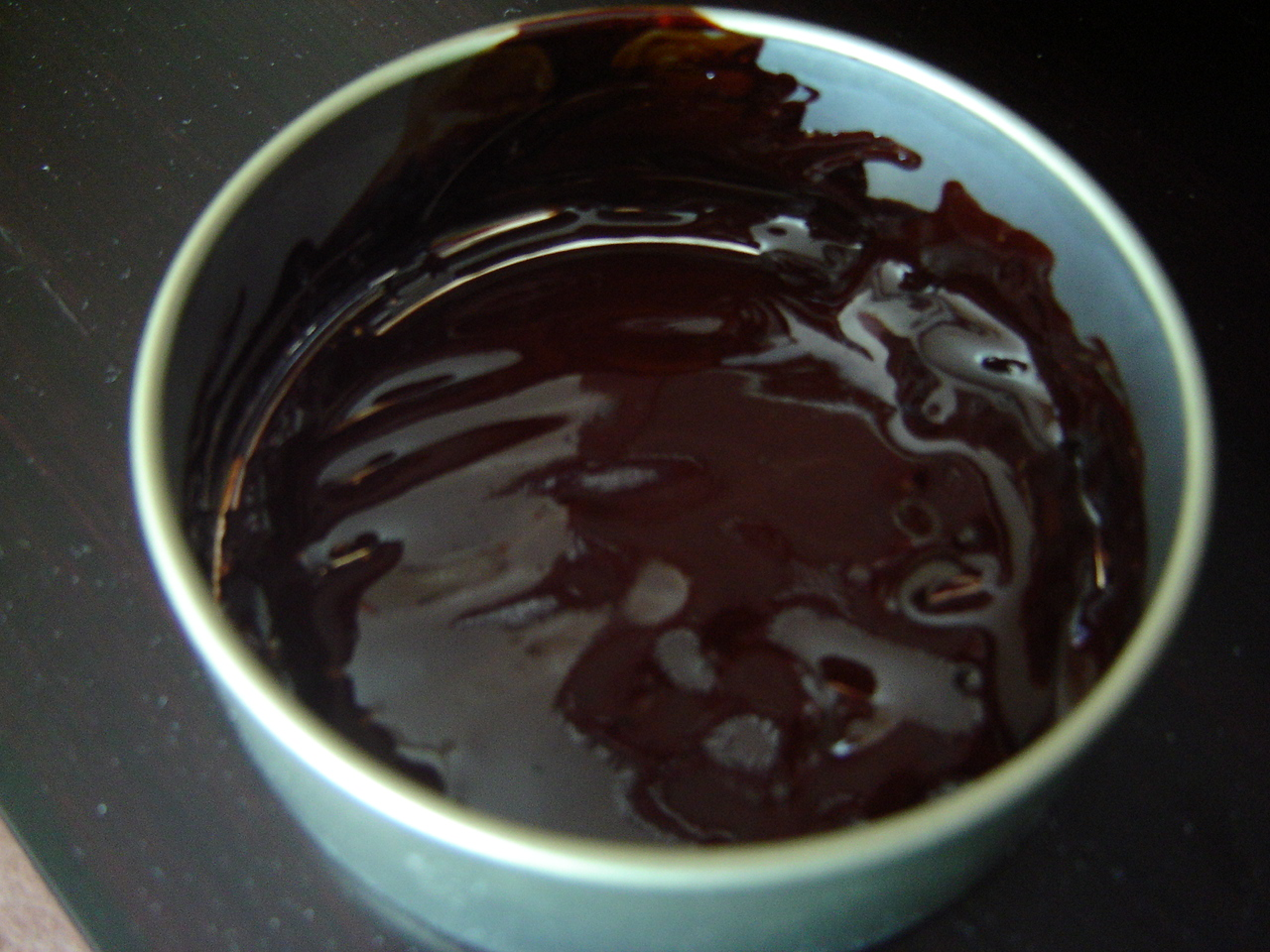
Lacquer mixed with water and تربنتين, ready for applying to surface.

ويستخدم طلاء اللَّك الحديث لإضفاء اللمسات الأخيرة على آلاف المواد، منها المعادن والورق والخشب والأقمشة. وتستخدم مصانع الورق طلاء اللَّك الملوَّن وغير الملون في عمل الأربطة والبطاقات والعلامات وأغلفة الكتب. ويُستخدم طلاء اللَّك أيضًا في صناعة الأثاث، إذ إنه مفيد في الحفاظ على لون الأثاث الذهبي أو الأصفر. بالإضافة إلى ذلك، فإنه يجعل الأثاث مقاومًا الماء أي يستخدم في التصميد المائي. وفي صناعة السيارات، يضفي طلاء اللَّك اللَّمَعَان الجيد عليها. ويُعطي طلاء اللَّك الإكليركي مظهرًا جذابًا للمعادن المصقولة كالنحاسيات والكروم.

## الهامش
1. ↑  طوبيا العنيسي الحلبي اللبناني، تفسير الألفاظ الدخيلة في العربية مع ذكر أصلها بحروفة، ص. 67، QID:Q117357294